# Louismar Bonates
Louismar de Matos Bonates (Manaus, 7 de fevereiro de 1957) é um ex-coronel da Polícia Militar do Amazonas. Ele foi ativo na vida pública do estado do Amazonas, exercendo diversos cargos no governo. Durante suas diversas gestões, foi acusado de fazer acordos com o crime organizado e promover a chacina do rio Abacaxis.

## Carreira
Bonates é reservista do Exército Brasileiro. Ele ingressou na Polícia Militar do Amazonas em 1979, formando-se como aspirante em 1981. Ele fez todos os cursos da PM do Amazonas e alguns em outros estados, como o  Policiamento Rádio Motorizado da Rondas Ostensivas Tobias de Aguiar (Rota), em São Paulo. Na PM, participou de várias unidades, sendo a última o Comando de Policiamento Especializado (CPE), onde foi subcomandante. Lá, foi responsável pelas operações da Ronda Ostensiva Cândido Mariano (Rocam).
Bonates também acumulou cargos no governo do Amazonas. Atuou como chefe da Casa Militar da Assembleia Legislativa do Amazonas (Aleam), chefe do Gabinete Militar da Prefeitura de Manaus, secretário municipal de Meio Ambiente, secretário municipal de Transportes Urbanos, e secretário de Estado de Justiça e Cidadania.
Ele também foi apontado pela Polícia Federal (PF) como parte de um grupo de extermínio. Em 2005, Bonates foi interceptado pela PF em uma ligação que o conectava com o assassinato do policial civil Clidevar Lima, porém o Ministério Público não o denunciou.
Em 2015, atuou como secretário da Sejus, onde apoiou a parceria público-privada para a gestão de presídios.
Ainda em 2015, foi o primeiro secretário de Administração Penitenciária. Durante sua gestão, houve uma alta nos assassinatos em presídios devido a brigas entre facções criminosas. Bonates foi convocado por Wanderley Dallas (PMDB) para explicar as mortes, e foi acusado de manter celas de luxo para os líderes de facções. De acordo com o jornal Folha de S.Paulo, ele foi investigado pela PF na Operação La Muralha, e concluiu que ele fez um acordo com a facção Família do Norte para diminuir as mortes no sistema prisional. Porém, o Ministério Público do Amazonas negou que Bonates figurava entre os denunciados. Também, uma vistoria do Exército constatou que havia celas de luxo no Complexo Penitenciário Anísio Jobim. Bonates transformou as celas em "celas normais" após ser ameaçado com uma ação civil pública. Por causa dos escândalos, Bonates pediu para ser afastado, o que aconteceu no dia 28 de setembro de 2015. Foi substituído por Pedro Florêncio.

## Secretaria de Segurança Pública
Bonates assumiu a Secretaria de Segurança Pública (SSP) em 2019, na gestão do governador Wilson Lima, substituindo o coronel da PM Amadeu da Silva Soares.
Em sua gestão, apoiou o aumento do efetivo policial nas rotas fluviais do Amazonas, a instalação de internet para as tropas que atuam em lugares remotos, o incentivo fiscal para a produção de armas no estado e o monitoramento de áreas fronteiriças. Também, apoiou o encarceiramento em massa, dizendo que a superlotação das prisões não era um problema. Além disso, precisou lidar com ataques coordenados do crime organizado, chacinas e mortes arbitrárias feitas por policiais no estado.
Em 22 de julho de 2019, Bonates foi atingido por um pneu na AM-070, enquanto negociava a obstrução da Rodovia Manoel Urbano durante os protestos pela falta de energia nos municípios de Iranduba e Manacapuru.
Em 9 de julho de 2021, seu ex-secretário foi alvo da Operação Garimpo Urbano, que constatou que ele possuía uma maleta que continha o sistema de grampos Guardião.
Bonates também foi acusado pela Polícia Federal de ser o mandante da chacina do rio Abacaxis. A operação havia sido deflagrada após Saulo Moysés Rezende Costa, o então secretário-executivo do Fundo de Promoção Social do estado do Amazonas, ser alvejado no ombro por estar pescando ilegalmente no rio Abacaxis. Após a operação, recebeu gratificação salarial de 25% do governo Wilson Lima.
Em 22 de julho de 2021, Bonates foi exonerado do cargo pelo vice-governador Carlos Almeida, sendo substituído por Mário Jumbo Miranda Aufiero. Porém, a decisão levou a um debate sobre uma suposta omissão na constituição, já que Almeida o exonerou durante a ausência de Wilson Lima no governo por alguns dias, e foi revertida no dia seguinte pelo governador. Em 3 de agosto de 2021, saiu da secretaria de Segurança Pública do Amazonas, alegando problemas de saúde. Ele foi substituído pelo general de divisão do Exército Brasileiro Carlos Alberto Mansur.

## Vida política
Filiou-se ao União Brasil para concorrer ao cargo de deputado federal nas eleições gerais de 2022, mas não se elegeu.

## Condecorações
- Medalha Comemorativa "Aniversário da Polícia Militar do Amazonas" (2022)[34]